# Эль-Фасси, Надир
Надир Эль-Фасси (фр. Nadir El Fassi; род. 23 сентября 1983, Перпиньян) — французский легкоатлет, специалист по многоборьям. Выступал за сборную Франции по лёгкой атлетике в 2002—2011 годах, серебряный призёр чемпионата Европы в помещении, победитель Кубка Европы в командном зачёте, бронзовый призёр Универсиады, участник ряда крупных международных стартов.

## Биография
Надир Эль-Фасси родился 23 сентября 1983 года в городе Перпиньян департамента Восточные Пиренеи.
Впервые заявил о себе в лёгкой атлетике на взрослом международном уровне в сезоне 2002 года, когда вошёл в состав французской национальной сборной и выступил на чемпионате Европы в помещении в Вене, где в программе семиборья стал восьмым. Также в этом сезоне побывал на юниорском мировом первенстве в Кингстоне, откуда привёз награду серебряного достоинства, выигранную в десятиборье — уступил здесь только представителю Узбекистана Леониду Андрееву.
В 2005 году был девятым на чемпионате Европы в помещении в Париже, седьмым на молодёжном европейском первенстве в Эрфурте, взял бронзу на летней Универсиаде в Измире, стал серебряным призёром на Играх франкофонов в Ниамее.
В 2006 году на домашнем Кубке Европы по легкоатлетическим многоборьям в Арле стал шестым в личном зачёте и помог своим соотечественникам выиграть золотые медали мужского командного зачёта, тогда как на чемпионате Европы в Гётеборге занял итоговое 16-е место.
В 2009 году стал чемпионом Франции в десятиборье. На чемпионате мира в Берлине набрал в сумме всех дисциплин 7922 очка, расположившись в итоговом протоколе соревнований на 22-й строке.
На чемпионате Европы 2010 года в Барселоне был двенадцатым.
В 2011 году на домашнем чемпионате Европы в помещении в Париже с личным рекордом в 6237 очков завоевал серебряную медаль в семиборье — здесь его превзошёл только белорус Андрей Кравченко.
Рассматривался в качестве кандидата на участие в Олимпийских играх 2012 года в Лондоне, однако из-за травмы вынужден был отказаться от поездки на Олимпиаду и вскоре объявил о завершении спортивной карьеры.